# 辺野喜川
辺野喜川（べのきがわ）は、沖縄県国頭郡国頭村を流れる二級水系辺野喜川の本流である 。

## 地理
国頭村ヤンバル西麓に端を発し、伊集の湖に貯水され、一部はふんがー湖に導水される。うねるように渓谷を形成し平野部に至り、整備された堤防に沿い東シナ海へ流入する。

## 流域の自治体
沖縄県国頭郡国頭村

## 大川の森
上流の辺野喜ダム周辺に位置する森林で、「大川の森」として水源の森百選に指定されている。
| 山岳     | 面積(ha) | 標高(m) | 人工林(%) | 天然林(%) | 主な樹種                   | 制限林           | 種類                   | 流量(m3/日) |
| -------- | -------- | ------- | --------- | --------- | -------------------------- | ---------------- | ---------------------- | ----------- |
| 山原の森 | 680      | 250     | 60        | 40        | イジュ・イタジイ・イスノキ | 水源かん養保安林 | ダム貯水（辺野喜ダム） | 21,000      |

ほとんどが上記のセンダン、クスノキ等常緑広葉樹林の暖帯性植物とシバニッケイ、イジュ、ヘゴ等の亜熱帯の植物が混在している。ヤンバルの豊かな森には、国指定の天然記念物のノグチゲラ、ヤンバルクイナ、ヤンバルテナガコガネが生息している。
所在地：沖縄県国頭郡国頭村字辺野喜（データは指定年1995年（平成7年）7月）